# Une mystérieuse mélodie
Une mystérieuse mélodie (sous-titré ou Comment Mickey rencontra Minnie) est un album de bande dessinée franco-belge écrit, dessiné et colorisé par Cosey d'après Walt Disney, édité le 2 mars 2016 par Glénat dans la collection « Disney by Glénat ».

## Description

### Synopsis
En 1927 aux États-Unis, Mickey est un scénariste travaillant pour Hollywood. Il vient d'achever le scénario des aventures de Dog the Dog mais son producteur, le Big Boss, lui recommande de songer plutôt à un mélodrame : jamais dans sa vie il n'a écrit d'histoire triste. Alors qu'il prend le train de nuit pour rentrer chez lui, Mickey, perdu dans ses réflexions, voit sa voisine du siège endormie lui tomber sur l'épaule. Fatigué lui-même, il s’endort à son tour et fait un rêve étrange où des tournesols dansent au son d'une mélodie. Réveillé par le contrôleur, il remarque que sa voisine a disparu, mais plus grave, le scénario aussi. Mickey pense qu'il a été volé pendant son sommeil et va tout faire retrouver la voisine et le scénario, alors qu'une mystérieuse mélodie va l'accompagner dans sa réécriture…

### Personnages
MickeyUne souris anthropomorphe qui est souvent accompagnée de son ami Dingo et de son chien Pluto, sauf qu'ici, ce protagoniste est scénariste pour Hollywood et va rencontrer pour la première fois Minnie comme l'indique le sous-titre.
MinnieUne autre souris anthropomorphe, l'éternelle fiancée de Mickey telle que nous la connaissons depuis toujours, en revanche, elle lui est complètement inconnue dans cette aventure.
DingoUn chien anthropomorphe, l'un des meilleurs amis de Mickey, tient, ici, le rôle d'un archiviste d'une société de production cinématographique.
Dog the DogCe n'est autre que Pluto, fidèle compagnon canin de Mickey, et qui, exceptionnellement pour cette aventure, apparaît brièvement comme animal acteur.
ClarabelleUne vache anthropomorphe, une des meilleures amies de Minnie dans l'univers de Mickey Mouse, qui n'est qu'une simple voisine dans cet album.
HoraceUn cheval anthropomorphe, considéré comme le fiancé de Clarabelle et un des meilleurs amis de Mickey, endosse, sur une des pages de cette aventure, le costume d'un vendeur de glace.
Big BossLe patron de « Shooting Star », la société de production.

### Clins d’œil
Dans cette œuvre, deux scènes démontrent qu'un propriétaire du bateau figé sous le pont ferroviaire fait son râleur après le boucan du train, dans lequel se trouve Mickey, qui l'empêche de dormir la nuit, ce n'est autre que Donald, fidèle à lui-même.

## Postérité

### Accueil critique
Pour Fredgri du Sceneario, c'est « une très bonne surprise que cet album que je conseille à tous les curieux qui gardent l’œil sur les projets intrigants ! Une belle réussite qui annonce de beaux albums à venir ! », de même que pour Benoît Cassel de Planète BD pour qui « l’hommage est bien là, prégnant et réussi. Dans le ton, il ne s’agit pourtant pas exactement « d’un Mickey », dans le sens où cette aventure manque cruellement d’aventures bondissantes (…) et du minimum de pêche nécessaire à accrocher le lecteur de 7 à 77 ans. Mais c’est un vrai Mickey « à la Cosey », tel que cela était d’ailleurs proposé à l’auteur helvète ». Anthony Roux du site Bulle d'encre qualifie l'album d'« appropriation plus adulte et plus romantique du personnage de Mickey. »
A. Perroud de BD Gest' a en revanche un avis plus mitigé : « Si le pan visuel de la relecture de Disney de l'auteur du Voyage en Italie se révèle plus que convaincant, le côté histoire, lui, reste en retrait. Malgré ce bémol, Une mystérieuse mélodie devrait séduire les aficionados de la célèbre souris ».

## Publication
- Édition originale : 60 planches, dos toilé. Contient une page de dédicace par Cosey, puis les 60 planches de l'histoire. Glénat, collection Disney by Glénat, 2016 (DL 03/2016)  (ISBN 978-2-344-01426-4)[6].

### Documentation
- Alice Develey, « Mickey revisité par les géants de la BD franco-suisse », sur lefigaro.fr, 2 mars 2016.
- Bernard Launois, « Une mystérieuse mélodie ou comment Mickey rencontra Minnie », sur Auracan, 1er mars 2016.
- Dominique Radrizzani, « Mickey Réinventé : Cosey, Régis Loisel, Tébo et le trio Lewis Trondheim-Keramidas-Brigitte Findalky », Bédéphile, no 1,‎ septembre 2015, p. 98-110 (ISBN 9782882503947).